# World Series 1928
Le World Series 1928 sono state la 25ª edizione della serie di finale della Major League Baseball al meglio delle sette partite tra i campioni della National League (NL) 1928, i St. Louis Cardinals e quelli della American League (AL), i New York Yankees. A vincere il loro terzo titolo furono gli Yankees per quattro gare a zero.
Trascinati dal .625 di Babe Ruth in media battuta (10 su 16) gli Yankees batterono nettamente i loro avversari con un punteggio complessivo di 27 a 10. Come aveva fatto contro i Cardinals nelle World Series 1926, Ruth batté tre fuoricampo sul lato destro di Sportsman's Park in gara 4, l'unico ad avere compiuto tale impresa per due volte nelle World Series. Diversamente dal 1926, tuttavia, ciò avvenne nell'ultima gara della serie, coronando il secondo titolo consecutivo della squadra, vinto come l'anno precedente per 4-0. Anche Lou Gehrig disputò una serie di alto livello: batté tanti RBI quanti l'intera formazione dei Cardinals.
Bill McKechnie divenne il secondo manager a guidare due diverse squadre alle World Series e, come Pat Moran, ne vinse una e perse l'altra.

## Sommario
New York ha vinto la serie, 4-0.
| Gara | Data      | Risultato                                     | Stadio           | Tempo | Pubblico |
| ---- | --------- | --------------------------------------------- | ---------------- | ----- | -------- |
| 1    | 4 ottobre | St. Louis Cardinals – 1, New York Yankees – 4 | Yankee Stadium   | 1:49  | 61.425   |
| 2    | 5 ottobre | St. Louis Cardinals – 3, New York Yankees – 9 | Yankee Stadium   | 2:04  | 60.714   |
| 3    | 7 ottobre | New York Yankees – 7, St. Louis Cardinals – 3 | Sportsman's Park | 2:00  | 39.602   |
| 4    | 9 ottobre | New York Yankees – 7, St. Louis Cardinals – 3 | Sportsman's Park | 2:25  | 37.331   |

## Hall of Famer coinvolti
- Umpire: Bill McGowan
- Yankees: Miller Huggins (manager), Earle Combs, Stan Coveleski (non sceso in campo), Bill Dickey (non sceso in campo), Leo Durocher‡, Lou Gehrig, Waite Hoyt, Tony Lazzeri, Herb Pennock (non sceso in campo), Babe Ruth
- Cardinals: Bill McKechnie (manager), Grover Cleveland Alexander, Jim Bottomley, Frankie Frisch, Chick Hafey, Jesse Haines, Rabbit Maranville

‡ introdotto come manager